# Гукайло Віктор Михайлович
Гука́йло Ві́ктор Миха́йлович (19 травня 1948, Київ, УРСР, СРСР — 3 серпня 2023, Київ, Україна) — радянський і український графік, живописець, ілюстратор, сценограф, дизайнер; член НСХУ (1982).

## Біографія
Народився 19 травня 1948 року у Києві.
У 1973 році закінчив графічний факультет Український поліграфічний інститут у Львові (викладачем був Ф. Юр'єв); відтоді — на творчій роботі. 
Співпрацював із видавництвами «Радянська школа», «Вища школа» (1973–78), «Веселка», «Довіра», «Дніпро» (1980–2003), «Дух і Літера»; а також жрналами «Малятко» і «Барвінок» (1975–80).
З 1993 — головний художник Київського лялькового театру. 
Учасник республіканських та всесоюзних мистецьких виставок з 1973 року. Персональні — у Києві (1991, 1996, 1998, 2003).
Був головним художником музею «Пам'ять єврейського народу та Голокост в Україні» та музею АТО «Шляхами Донбасу» (обидва — у м. Дніпрі).
Помер 3 серпня 2023 року.

## Творча робота
Основні техніки — монотипія, пастель, акварель, друк на тканині тощо. Художні образи переходять із серії в серію, «набувають лаконічності, асоціативності».
Роботи зберігаються у Національному Художньому Музеї України, ДТГ, Бердянському художньому музеї, Ізмаїлській картинній галереї та приватних колекціях.
Автор ілюстрацій до книг: 
- «Підводне царство» (1977),
- «По следам исчезающих птиц» (1982),
- «Де ночує вітер» Є. Шморгуна (1989),
- «Чотири слова» Ю. Някрошуса (1990),
- «Байки» Л. Глібова (1993),
- «Сказки» К. Чуковського (1994),
- «Непричесанные мысли» С. Леца,
- «Молитви тих, котрі не моляться» Я. Корчака (обидві — 2005; усі — Київ)
- «Дитя людське» (2007)[2].

Для Київ. театру ляльок оформив вистави: 
- «Лікар Айболить» за казкою К. Чуковського (1993),
- «Кіт у чоботях» за казкою Ш. Перро,
- «Новорічна ніч» (обидві – 1996),
- «Каштанка» за оповіданням А. Чехова (1997),
- «Стійкий олов’яний солдатик» за казкою Г.-К. Андерсена (2001),
- «Посмішка клоуна» Ю. Чаповецького (2004),
- «Слоненя» за Дж.-Р. Кіплінгом (2005; усі — реж. Ю. Сікало).[1]

### Основні твори
За ЕСУ:
- «Відпочинок»,
- «Ветеран» (обидва — 1981),
- «Улітку у гідропарку»,
- «Сонячний ранок»,
- «Алея» (усі – 1982),
- «Записки божевільного» (1994);
- цикли – «Місто після бою» (1984),
- «Бессарабський ринок» (1986),
- «Біблійний цикл» (1989),
- «Посеред манекенів»,
- «Щуролов» (1990-і рр.),
- «Єврейські містечка» (2003);
- серії – «Ательє» (1988), «Корида» (1990),
- «Образи Кафки» (1990–96).[1]